# Mamu Kandźan
Mamu Kandźan (urdu: ماموں کانجن‬) – miasto w Pakistanie, w prowincji Pendżab. W 2017 roku liczyło 37 018 mieszkańców.